# Терентьев, Александр Михайлович
Александр Михайлович Терентьев (род. 13 июня 1961, Верхний Услон, Верхнеуслонский район, Татарская АССР, РСФСР, СССР) — советский и российский государственный деятель, член Совета Федерации с 2022 года, заместитель председателя Комитета Совета Федерации по Регламенту и организации парламентской деятельности. Представитель Совета Федерации в Центральной избирательной комиссии России.

## Биография
Александр Михайлович Терентьев родился 13 июня 1961 года в селе Верхний Услон Верхнеуслонского района Татарской АССР.
В 1983 году окончил факультет вычислительной математики и кибернетики Казанского государственного университета имени В. И. Ульянова-Ленина со специальностью в области прикладной математики. В 1982—1986 годах работал техником, инженером отдела, секретарём комитета ВЛКСМ в Казанском научно-исследовательском электрофизическом институте. В 1987 году окончил Высшую комсомольскую школу при ЦК ВЛКСМ, после находился на руководящих должностях в комсомольских органах Казани. В 1987—1990 годах был вторым секретарём, а в 1990—1991 годах — первым секретарём Московского районного комитета ВЛКСМ. После распада СССР, в 1992—1994 годах занимал пост председателя районного Фонда молодёжи, а в 1994—2000 годах являлся заместителем, затем первым заместителем главы администрации Московского района. В 2000 году перешёл на работу в аппарат президента Республики Татарстан М. Ш. Шаймиева, где был главным референтом организационного отдела (2000—2003), заведующим отделом по связям с общественностью и межнациональным отношениям (2003—2006), начальником управления по вопросам внутренней политики (2006—2012).
После избрания Р. Н. Минниханова президентом, в 2012 году управление было преобразовано в департамент по вопросам внутренней политики, а Терентьев назначен его руководителем. По некоторым данным, такая реформа была связана с покушением на муфтия И. А. Файзова и убийством его заместителя В. М. Якупова, с усилением радикальных исламистских настроений в Татарстане в целом, что сам Терентьев долгое время отрицал. Тем не менее, в дальнейшем он пошёл на повышение и в 2013 году стал заместителем руководителя аппарата под началом А. А. Сафарова. На этом посту курировал внутренную политику в регионе, был одним из ответственных за формирование списков депутатов Государственного Совета Республики Татарстан. В 2021 году принимал участие в праймериз партии «Единая Россия», заняв восьмое место в списке, однако не вошёл в число кандидатов в депутаты Государственной думы.
В 2022 году указом президента Минниханова назначен членом Совета Федерации Федерального Собрания Российской Федерации как представитель от исполнительного органа государственной власти Республики Татарстан. На этом посту Терентьев сменил Л. Р. Сафина, тогда как новым руководителем департамента по вопросам внутренней политики стал Р. Р. Мухарлямов. В том же году на фоне вторжения России на Украину включён в санкционный список Европейского союза,  так как «поддерживал и реализовывал действия и политику, которые подрывают территориальную целостность, суверенитет и независимость Украины и еще больше дестабилизируют Украину». Также находится под санкциями Швейцарии и Украины.

## Награды
Российские
- Медаль ордена «За заслуги перед Отечеством» II степени (2016 год) — за достигнутые трудовые успехи, активную общественную деятельность и многолетнюю добросовестную работу[20].
- Благодарность Президента Российской Федерации (2018 год) — за достигнутые трудовые успехи и многолетнюю добросовестную работу[21].

Татарстанские
- Орден «Дуслык» (2022 год) — за значительный вклад в социально-экономическое развитие республики и многолетнюю плодотворную работу в органах государственной власти[22].
- Медаль ордена «За заслуги перед Республикой Татарстан» (2016 год) — за особый вклад в реализацию внутренней политики Республики Татарстан и многолетнюю плодотворную работу в органах государственной власти[23].
- Почётное звание «Заслуженный работник сферы молодёжной политики Республики Татарстан» (2021 год) — за значительный вклад в формирование и реализацию государственной молодёжной политики в республике[24].

## Личная жизнь
Жена — Елена Дмитриевна, главный советник отдела государственно-конфессиональных отношений управления по взаимодействию с религиозными объединениями департамента президента Республики Татарстан по вопросам внутренней политики. Есть ребёнок. За 2021 год задекларировал доход в размере 4 миллионов 800 тысяч рублей.